# Acquisitiefraude
Acquisitiefraude, ook wel advertentiefraude genoemd, is een vorm van fraude waarbij men opdrachten voor advertenties werft, terwijl men niet van plan is die advertenties te plaatsen of het medium waarin de advertentie geplaatst wordt nauwelijks verspreid wordt. Onder acquisitiefraude worden ook spooknota's gerekend. Dat zijn aanbiedingen die eruitzien als facturen, compleet met acceptgiro. Een variant is het werven van opdrachten voor extensies bij bestaande webadressen, bijvoorbeeld .com en .org naast .be, waarna een veelvoud van de normale prijs gerekend wordt. Door te suggereren dat een andere organisatie er (bijvoorbeeld) een pornosite van wil maken wordt een snelle beslissing geforceerd.
Acquisitiefraude wordt gepleegd door organisaties die zich voordoen als advertentiebureaus, uitgeverijen, adviesbureaus of personen, handelend in opdracht van dit soort bedrijven. De slachtoffers zijn organisaties uit het bedrijfsleven, de overheid of de gesubsidieerde sector.
Een bekend maar fictief voorbeeld van acquisitiefraude is het Algemeen Wereldtijdschrift voor Financiën, Handel, Nijverheid, Kunsten en Wetenschappen uit de dubbelroman Lijmen / Het Been van Willem Elsschot.

## Methoden
In de meest eenvoudige vorm wordt de ondernemer benaderd met een aanbod voor het plaatsen van een advertentie. De advertentie wordt echter in een lagere oplage verspreid dan eerder werd meegedeeld of wordt helemaal niet geplaatst.
Een aantal malafide acquisitiebureaus hebben bovenstaande methode verfijnd en geraffineerd. Ze trachten met een smoes een handtekening bij bedrijven af te troggelen. Wanneer ze deze eenmaal hebben, zullen ze beweren dat er sprake is van een overeenkomst en betaling eisen. Om de indruk van een bonafide dienstverlener te wekken wordt een website aangehouden waar zogenaamd op geadverteerd kan worden. Deze website bevat echter slechts gegevens die uit publieke bronnen zoals de Kamer van Koophandel verkrijgbaar zijn, of die direct gekopieerd zijn van andere websites. Ook zijn malafide adverteerders meestal ingeschreven bij de Kamer van Koophandel. Soms gebruiken ze een naam, logo en kleuren die verwarring op kunnen wekken met grotere bonafide adverteerders.
Een vaak toegepaste methode werkt als volgt:
1. Het acquisitiebureau verkrijgt de informatie van de adverteerder via een banner of een vermelding op een website of uit een tijdschrift. Soms kopiëren ze een advertentie die de ondernemer eerder via een bonafide adverteerder geplaatst had.
2. Vervolgens wordt de adverteerder benaderd met de vraag of het adverteren beëindigd moet worden. De meeste mensen gaan akkoord met het beëindigen van zo'n ongevraagde en ongewenste advertentie.
3. Vervolgens stuurt men een link of formulier voor een orderbevestiging die zo opgemaakt en ingedeeld is dat het een opzegging lijkt.
4. De adverteerder stuurt een bevestiging, in de veronderstelling dat de advertentie op de site zal verdwijnen. Bijgevolg zit de adverteerder vast aan een contract en werd hij dus opgelicht.

Een andere methode is dat een media-exploitant opzettelijk een foutief formulier naar een adverteerder stuurt. Na een ondertekend herstel wordt de ondernemer aan een contract gehouden.
Wanneer de ondernemer een rekening ontvangt en bezwaar maakt zal de malafide adverteerder niet thuis geven of voet bij stuk houden. Het plaatje wordt in veel gevallen gecompleteerd door een incassobureau dat ingeschakeld wordt wanneer de ondernemer niet betaalt. Dit incassobureau voert in sommige gevallen ook "incassokosten" op, wat als een excuus kan dienen om nog meer geld van de ondernemer te eisen. Meestal is het incassobureau aan de malafide adverteerder gelieerd. In sommige gevallen werden de te vorderen bedragen met een factor 10 verhoogd.

## Het succes van acquisitiefraude
Acquisitiefraude is door een aantal factoren een lucratieve inkomstenbron voor fraudeurs:
- Met een getekend formulier kan de malafide adverteerder zich in een zeer sterke bewijspositie manoeuvreren.
- De malafide adverteerder komt vaak met een zeer geloofwaardig verhaal om de ondernemer tot tekenen aan te zetten en bereidt zich zeer goed voor.
- Veel slachtoffers betalen om "van het gezeur af te zijn", of zwichten voor de dreigementen met rechtszaken en beslagleggingen.
- Veel slachtoffers hebben onvoldoende juridische kennis en verweren zich daardoor niet of verkeerd, waardoor ze zelfs bij de rechter in het ongelijk worden gesteld.

## Juridische kwalificatie
Juridisch gezien is echter in een dergelijke situatie lang niet altijd een rechtsgeldige overeenkomst tot stand gekomen. Veel rechtsstelsels eisen dat aan een overeenkomst een wil ten grondslag ligt die zich door een verklaring heeft geopenbaard. Bij acquisitiefraude is de wil "gebrekkig" omdat de verklaring door bedrog tot stand is gekomen.
Bewijstechnisch staat de ondernemer echter minder sterk. Wat aan de telefoon is gezegd, is niet of moeilijk na te gaan, terwijl de malafide adverteerder wel een getekende overeenkomst aan de rechter over kan leggen. Wanneer de ondernemer bestrijdt dat er een overeenkomst is (bijvoorbeeld wegens het ontbreken van de wil hiertoe) zal hij dit moeten aantonen, wat hem in een lastige positie brengt. Verweert hij zich op andere gronden dan geeft hij daarmee impliciet toe dat er een overeenkomst is.
Een rechter zal in zo'n geval geneigd zijn, aan de hand van de bewijsstukken die hij ter beschikking heeft, de malafide adverteerder in het gelijk te stellen. Wel bestaat een neiging bij rechters om aan het bestaan van een overeenkomst zwaardere eisen te stellen wanneer iemand via de telefoon, bijvoorbeeld via cold calling is benaderd. Een beroep op een telefonische toezegging door een adverteerder wordt in principe dan ook niet gehonoreerd.
In een aantal gevallen wisten ondernemers succesvol de vordering bij de rechter te bestrijden, maar meestal betrof het hier gevallen waarin de gesprekken opgenomen waren en dus kon worden aangetoond dat de fraudeurs de ondernemers door misleiding tot tekenen hadden aangezet. Ook kan in sommige gevallen een beroep worden gedaan op het ontbreken van tekeningsbevoegdheid wanneer een onbevoegde tot tekenen is overgegaan onder druk van de malafide adverteerder en in de veronderstelling was dat de handtekening niet-bindend was. De adverteerder kan geen beroep doen op de goede trouw omdat hij zelf immers eenvoudig via het handelsregister had kunnen controleren of de tekenaar wel tekeningsbevoegd was.

## Steunpunt acquisitiefraude
In Nederland bestond minstens tussen 2009 en 2012 een Steunpunt Acquisitiefraude (SAF), een door diverse marktpartijen opgezet landelijk meldpunt voor acquisitiefraude en advertentiefraude. Anno 2025 is dit geen zelfstandige organisatie, maar een aandachtsgebied van de Fraudehelpdesk (fraudehelpdesk.nl), die deel uitmaakt van SafeCin, Stichting Aanpak Financieel-Economische Criminaliteit in Nederland.

Het steunpunt geeft tegen betaling van abonnementsgeld juridische hulp en adviezen op het gebied van acquisitiefraude. Ook wordt er waar mogelijk (met toestemming van de cliënt) aangifte gedaan bij opsporings- en vervolgingsinstanties. Dit steunpunt omschreef acquisitiefraude als volgt:
Het op geraffineerde wijze onaangekondigd en ongevraagd stelselmatig benaderen van aan het economische verkeer deelnemende organisaties, veelal uit naam van malafide advertentiebureaus, uitgeverijen, adviesbureaus, gidsuitgevers, hostingbedrijven of bureaus die zich voordoen als registratiekantoor voor domeinnamen op het internet, met als doel het door middel van doelbewuste misleiding, gebruik van valse voorwendselen en het toepassen van listige kunstgrepen en/of een samenweefsel van verdichtsels, verkrijgen van een financieel voordeel uit veelal ondertekende, maar niet gewenste, (advertentie-)contracten, onverschuldigde betalingen dan wel betalingen op grond van bewuste misleiding, dwaling en/of bedrog gedaan. Een dergelijk financieel voordeel wordt ook behaald door middel van het stelselmatig en doelbewust bewegen van partijen tot het aangaan van een advertentieovereenkomst (afgifte van een goed, zijnde een handtekening), waarvan de tegenprestatie met opzet niet, dan wel onvoldoende, wordt geleverd.

## Kamervragen en cijfers
Op een schriftelijke vraag van enkele Tweede Kamerleden antwoordde staatssecretaris Van Gennip van Economische Zaken op 3 maart 2005:
Op basis van schattingen in 1998 door de Stichting Eerlijk Zaken Doen zou de jaarlijkse schade thans weleens € 200 miljoen kunnen bedragen. Dat bedrag is een optelsom van veel kleine en enkele grote bedragen. Er is een geval bekend van oplichting met een schade van € 0,8 miljoen en één met een schade van € 0,2 miljoen. Het is echter lastig hierover exacte uitspraken te doen; verschillende bronnen doen hierover verschillende uitspraken.

## Voetnoten
1. ↑  Fraudevormen en -termen. Fraudehelpdesk. Gearchiveerd op 26 juni 2025. Geraadpleegd op 30 juni 2025.
2. 1 2  Initiatiefnota van het lid Koppejan over acquisitiefraude en spookfacturen. Tweede Kamer der Staten-Generaal : Vergaderjaar 2011–2012. Tweede Kamer der Staten-Generaal (18 april 2012). Geraadpleegd op 15 augustus 2025.
3. ↑  Brief regering; Reactie op de initiatiefnota - Initiatiefnota van het lid Koppejan over acquisitiefraude en spookfacturen - Parlementaire monitor. www.parlementairemonitor.nl. Geraadpleegd op 15 augustus 2025.
4. ↑  Jaarverslagen. Fraudehelpdesk. Geraadpleegd op 15 augustus 2025.
5. ↑  Tweede Kamer der Staten-Generaal, Aanhangsel van de Handelingen, Vergaderjaar 2004–2005, pag. 2220. (Op te vragen via Officiële publicaties). Gearchiveerd op 6 december 2021.